# Petre Ștefan
Petre Ștefan (Bucarest, 3 dicembre 2004) è un rapper rumeno.

## Biografia
Pubblica la sua prima canzone, Jaf armat, nel 2020, all'età di 16 anni. In seguito, pubblica diversi brani insieme al coetaneo YNY Sebi, raggiungendo una certa notorietà. Il 25 novembre 2022 pubblica il suo primo album in studio, Centaur, incentrato sulla figura mitologice del centauro. Il progetto vede la partecipazione dei maggiori esponenti della scena rumena come Ian, Oscar, M.G.L. e Bvcovia.
La sua carriera prosegue con diversi singoli, che lo posizionano tra gli artisti più in vista della nuova generazione. Il 7 febbraio 2025 pubblica il secondo album, dal titolo Direct din Tei.

## Discografia

### Album in studio
- 2022 – Centaur
- 2025 – Direct din Tei